# She (film 1925)
She è un film muto del 1925 diretto da Leander De Cordova e G.B. Samuelson.
È il quinto film basato sul romanzo La donna eterna (She) di H. Rider Haggard del 1887.

## Trama
In Africa, la regina bianca di un popolo perduto riconosce in un esploratore la reincarnazione dell'amante che le era morto duemila anni prima.
L'esploratore è Leo Vincy, che era stato affidato in giovane età dal padre, morente, all'amico Horace Holly, dell'Università di Cambridge, insieme a uno scrigno, con l'accordo di aprirlo quando Leo avesse compiuto 25 anni.
Giunge il momento: nel forziere una lettera del padre rende edotto Leo delle sue origini antiche e gloriose, come testimoniano alcune pergamene, vecchie di due millenni, ivi contenute. In esse una donna, in fin di vita, chiedeva al proprio figlio – o ai suoi discendenti, nei secoli – di vendicare l'uccisione del marito Kallikrates, perpetrata dalla regina Ayesha, che egli aveva rifiutato come amante. Ayesha - prosegue la lettera del padre - regnava dispoticamente su una popolazione africana, da ben duemila anni: la sua longevità e la sua eterna giovinezza le erano state assicurate grazie alle leggendarie "Colonne di fuoco", presenti nel suo reame. Per motivi di salute, il padre di Leo non aveva potuto approfondire le ricerche.
Leo convince lo scettico Holly ad unirsi a lui, insieme al loro aiutante Job, in una spedizione atta a verificare l'eventuale fondo di verità della storia. Essi approdano in una petrosa costa libica, accolti (non troppo amabilmente) dagli indigeni, capeggiati da un vecchio barbuto, che brandisce una pastorale, evidentemente un saggio. Si tratta proprio del regno di Ayesha, presso i sudditi meglio conosciuta come "Colei-cui-si-deve-obbedire" ("She-Who-Must-Be-Obeyed"). I tre esploratori, nell'intento di sventare un atto di cannibalismo, fanno uso delle loro armi da fuoco: ne nasce uno scontro, a seguito del quale Leo, ferito, cade seriamente ammalato, ed è accudito da una ragazza del luogo, Ustane.
Ayesha, nel corso dei secoli precedenti, aveva abitato nella cripta che custodiva il sarcofago di Kallikrates, convinta com'era che un giorno sarebbe tornato a lei – che pure l'aveva assassinato – reincarnandosi. Holly chiede udienza alla regina – davanti alla cui prodigiosa bellezza egli cade in venerazione – chiedendole aiuto affinché intervenisse per guarire Leo. Ayesha accondiscende, e riconosce in Leo la reincarnazione di Kallikrates: lo guarisce tramite una pozione, e nota la presenza di Ustane. Viene a sapere che la giovane, secondo le leggi del luogo, era divenuta sua moglie (bastava che l'uomo rispondesse al saluto della donna perché fossero considerati sposi): tenta in ogni modo di allontanarla, e alla fine, grazie alle sue arti magiche, la fa scomparire.
Dopo di che, facilmente, seduce o ammalia Leo, convincendolo di essere una reincarnazione di Kallikrates, e gli propone di attingere l'immortalità bagnandosi nelle fiamme delle "Colonne di fuoco", come lei aveva fatto duemila anni prima, in modo che potessero essere uniti per sempre. I due raggiungono l'impervia località ctonia, seguiti dagli sconcertati Holly e Job. Leo teme di essere distrutto dalle fiamme, così Ayesha vi si getta per prima, a dimostrargli che non c'è nulla da temere. Ma, una volta entrata nel gorgo fiammeggiante, Ayesha si dissolve. Forse non era bene entrare due volte nello stesso rogo.
Holly, Job e Lio, con un perilgioso viaggio, riguadagnano terreni più sicuri. Lio – ora convinto di essere non solo un discendente di una antica nobile schiatta, ma anche una reincarnazione di un suo importante appartenente – dichiara accoratamente che l'aspetterà a lungo, in attesa di un suo ripresentarsi in vita, come lei aveva fatto per lui.

## Produzione
Il film fu prodotto dalla A to X Productions e dalla Reciprocity Films.
Venne girato a Berlino e a Londra.

## Distribuzione
Distribuito dalla Lee-Bradford Corporation, il film uscì nelle sale USA nel 1925, mentre nel Regno Unito fu distribuito nel 1926 dalla Reciprocity Films.
In Portogallo, venne distribuito il 21 giugno 1925 con il titolo Ela. L'anno dopo, uscì anche in Finlandia, il 3 maggio 1926.
Una copia in nitrato viene conservata negli archivi dell'UCLA Film and Television Archives
Il film è stato pubblicato in VHS dalle statunitensi Grapevine Video, LS Video e Network Enterprises. Nel 2006, la Sunrise Silents lo ha distribuito in DVD in una versione colorata di 74 minuti. Il 24 settembre 2013, è uscito per l'Alpha Video un DVD in NTSC di 57 minuti in bianco e nero, masterizione di una copia in 16 mm della pellicola originale che era stata distribuita sul mercato USA.